# Rugby à VII

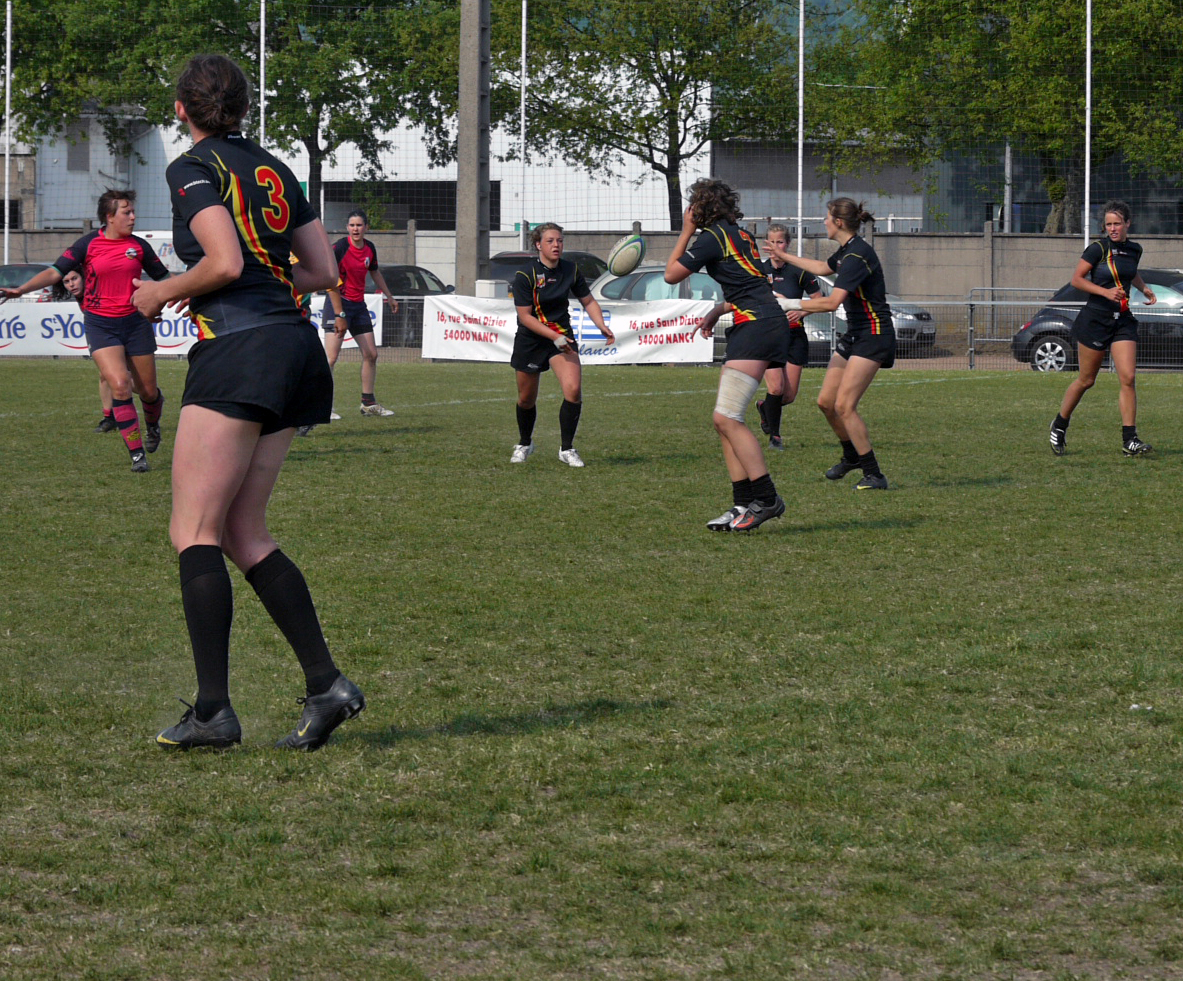
Rencontre féminine de rugby à VII.

Cet article traite de la variante du rugby à XIII. Pour la variante du rugby à XV, voir rugby à sept.
Le rugby à VII, est une variante du rugby à XIII pratiquée en Angleterre depuis 1946.   
Dans sa « philosophie », les règles sont très proches de celles du rugby à XIII mais avec des aménagements notables :  ainsi les mêlées sont réalisées avec seulement trois joueurs par équipe et tous les tirs au but doivent être frappés comme des drops. Chaque mi-temps est de sept minutes.   
Le tournoi principal dans le monde est le « RL World Sevens » de Sydney, joué avant le début de la saison nationale du championnat australien de Rugby à XIII, mais ce tournoi n'est plus organisé depuis 2004. 
Le rugby à VII est, depuis le début des années 2000, de plus en plus supplanté par le rugby à IX, sport également similaire au XIII, mais pratiqué avec neuf joueurs. Les fédérations treizistes utilisent souvent ce rugby à IX comme un outil de développement du rugby à XIII, en direction des nations émergentes.
À l'inverse de la variante à XV (rugby à sept), le rugby à VII n'est pas sport olympique.

## RL World Sevens
Un tournoi majeur de rugby à VII est créé en 1988, le World Sevens, et est organisé jusqu'en 2004, date à laquelle il est suspendu.
Ses principaux participants en sont, à l'origine, les clubs de  Nouvelle-Galles du Sud, de la NRL, puis ils sont ensuite rejoints par des équipes nationales comme celle des Aborigènes, les Tonga, la Papouasie-Nouvelle-Guinée, les Samoa, la Russie, les Fidji, les États-Unis, l'Angleterre et le Liban, etc. La France y participe de 1992 à 1995
Le RL World Sevens a pour cadre le Parramatta Stadium de 1988 à 1991, le Sydney's Aussie Stadium  de 1992 à 2003 et en 1995 le tournoi d'ouverture eu lieu au Suncorp Stadium de Brisbane.
Les différents vainqueurs sont :
- 1988 : South Sydney Rabbitohs
- 1989 : Balmain Tigers
- 1990 : Manly-Warringah Sea Eagles
- 1991 : Newcastle Knights
- 1992 : Wigan rflc
- 1993 : Easts . À noter que,  lors de ce tournoi, les joueurs américains, qui, participent pour la première fois à la compétition, sont accueillis « comme des rock stars »[3] à leur descente d'avion.
- 1994 : Manly-Warringah Sea Eagles
- 1995 : Manly-Warringah Sea Eagles[4]
- 1996 : Newcastle Knights[4]
- 1997 : Parramatta Eels
- 1998-2002 : non joué
- 2003 : Parramatta Eels
- 2004 : Wests Tigers